# Nobuharu Matsushita
Nobuharu Matsushita (松下信治?, Matsushita Nobuharu; Saitama, 13 ottobre 1993) è un pilota automobilistico giapponese.

## Carriera

### Kart
Nato a Saitama, Matsushita iniziò la sua carriera nel karting nel 2005, partecipando al campionato All-Japan Junior Kart. Nel 2008 conquistò il titolo negli Open Masters Kart ARTA Challenge. Concluse la sua partecipazione in campionati kartistici nel 2010, quando chiuse 3º nella categoria KF1 del campionato All Japan Kart.

### Formula Pilota cinese e Formula Challenge giapponese
Nel 2011 Matsushita passò alle monoposto, partecipando alla Formula Pilota cinese con il team Super License. Saltò il weekend di gara di Ordos, ma quando tornò mostrò migliori prestazioni rispetto alla prima parte della stagione. Vinse l'ultima gara a Sepang e chiuse la stagione al 4º posto.
Nel 2012 si trasferì nel campionato Formula Challenge giapponese. In dodici gare riuscì a conquistare dieci podi, cinque dei quali furono vittorie e vinse il titolo.

### Formula 3 giapponese
Nel 2013 Matsushita partecipò al campionato di Formula 3 giapponese con il team HFDP Racing. Ottenne cinque podi ed ulteriori sette arrivi a punti, concludendo la stagione al 5º posto, miglior risultato per un pilota della Honda.
Nel 2014 decise di restare nella serie e con la stessa squadra. Vinse a Motegi, Fuji e Sugo, conquistando il titolo con dodici punti di vantaggio su Kenta Yamashita.

### GP2 Series/Formula 2

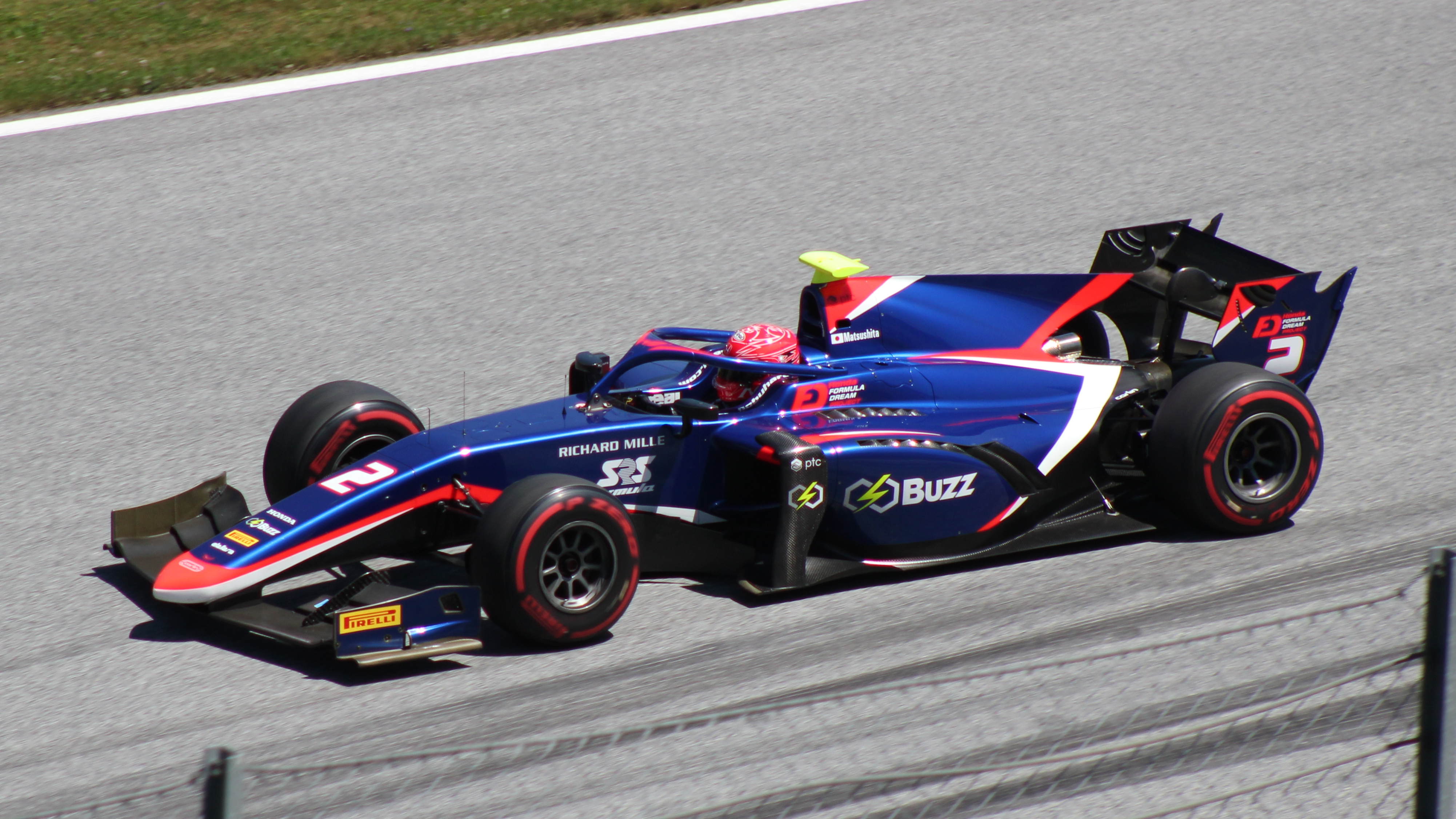
Matsushita in Formula 2 con la Carlin.

Matsushita debuttò in GP2 nel 2015 con l'ART Grand Prix. Al primo evento in Bahrain si qualificò secondo, alle spalle del compagno di squadra Stoffel Vandoorne e chiuse a punti entrambe le corse, segnando il giro più veloce in gara-2. Al Red Bull Ring, Matsushita ottenne il primo podio in GP2, un terzo posto in gara-2. Conquistò la prima vittoria in gara-2 all'Hungaroring, corsa dove l'ART fece doppietta. Chiuse al 9º posto in classifica.
Nel febbraio 2016, il team ART conferma Matsushita, affiancandogli il russo Sergej Sirotkin. Ottiene una vittoria nella gara sprint di Monaco, mentre nel successivo appuntamento di Baku si rende protagonista di un comportamento pericoloso alla ripartenza successiva alle safety car, che gli costa la sospensione per un appuntamento. Chiude la stagione all'11º posto in classifica generale.
Per la stagione 2017 viene nuovamente confermato dalla ART Grand Prix per la terza stagione consecutiva. Ottiene 2 vittorie negli appuntamenti di Barcellona e Budapest e termina il campionato al sesto posto.
Dopo una stagione in Super Formula torna nella categoria nel 2019 con il team Carlin. Vince la gara-1 al Red Bull Ring e si ripete a Monza, chiudendo al sesto posto con 144 punti.
Nel 2020 passa alla MP Motorsport. Viene sostituito da Giuliano Alesi a tre round dal termine.

### Super Formula
Per la stagione 2018 partecipa al campionato Super Formula con il team Dandelion, senza ottenere risultati di rilievo. Nel 2019 non partecipa al campionato giapponese essendo impegnato nel Formula 2 ma ci ritorna nella stagione 2020 con il team B-MAX Racing. Sul Circuito del Fuji riesce a conquistare il suo primo podio della categoria grazie a un terzo posto. L'anno seguente viene confermato dal suo team per la stagione 2021. Costretto a saltare la prima gara stagionale poi ritorna in Giappone con conquistando due podi nelle prime 4 gara disputate.

### Formula 1
Il 20 febbraio 2016, Matsushita fu ingaggiato come collaudatore dalla McLaren.

## Risultati

### Sommario
| Stagione | Categoria                    | Team                         | Gare         | Vittorie     | Pole         | GPV          | Podi         | Punti        | Pos.         |
| -------- | ---------------------------- | ---------------------------- | ------------ | ------------ | ------------ | ------------ | ------------ | ------------ | ------------ |
| 2011     | Formula Pilota China         | Super License                | 10           | 1            | 1            | 2            | 4            | 89           | 4º           |
| 2012     | Formula Challenge giapponese |                              | 12           | 5            | 1            | 5            | 10           | 91           | 1º           |
| 2013     | Formula 3 giapponese         | HFDP Racing                  | 15           | 0            | 0            | 0            | 5            | 43           | 5º           |
| 2014     | Formula 3 giapponese         | HFDP Racing                  | 15           | 6            | 5            | 5            | 9            | 102          | 1º           |
| 2015     | GP2 Series                   | ART Grand Prix               | 22           | 1            | 0            | 1            | 3            | 68.5         | 9º           |
| 2015-16  | MRF Challenge Formula 2000   | MRF Challenge                | 4            | 2            | 1            | 3            | 2            | 80           | 6º           |
| 2016     | Formula 1                    | McLaren                      | Collaudatore | Collaudatore | Collaudatore | Collaudatore | Collaudatore | Collaudatore | Collaudatore |
| 2016     | GP2 Series                   | ART Grand Prix               | 20           | 1            | 0            | 4            | 2            | 92           | 11º          |
| 2017     | Formula 2                    | ART Grand Prix               | 22           | 2            | 1            | 2            | 4            | 131          | 6º           |
| 2018     | Super Formula                | Docomo Team Dandelion Racing | 6            | 0            | 0            | 0            | 0            | 7            | 11º          |
| 2019     | Formula 2                    | Carlin Motorsport            | 22           | 2            | 1            | 2            | 5            | 144          | 6º           |
| 2020     | Formula 2                    | MP Motorsport                | 18           | 1            | 0            | 1            | 1            | 42           | 15º          |
| 2020     | Super GT - GT300             | Autobacs Racing Team Aguri   | 2            | 0            | 0            | 0            | 0            | 7            | 23º          |
| 2020     | Super Formula                | B-MAX Racing                 | 4            | 0            | 0            | 0            | 1            | 16           | 15º          |
| 2021     | Super GT                     | Team Impul                   | 8            | 1            | 0            | 0            | 2            | 45           | 8º           |
| 2021     | Super Formula                | B-MAX Racing                 | 6            | 0            | 1            | 0            | 2            | 33,5         | 8º           |

### Risultati in GP2 Series
(legenda) 
(Le gare in grassetto indicano pole position) (Le gare in corsivo indicano giro veloce)
| Stagione | Team           | 1   | 2   | 3   | 4   | 5   | 6   | 7   | 8   | 9   | 10  | 11  | 12  | 13  | 14  | 15  | 16  | 17  | 18  | 19  | 20  | 21  | 22  | Punti | Pos. |
| -------- | -------------- | --- | --- | --- | --- | --- | --- | --- | --- | --- | --- | --- | --- | --- | --- | --- | --- | --- | --- | --- | --- | --- | --- | ----- | ---- |
| 2015     | ART Grand Prix | BHR | BHR | CAT | CAT | MON | MON | RBR | RBR | SIL | SIL | HUN | HUN | SPA | SPA | MNZ | MNZ | SOC | SOC | BHR | BHR | YMC | YMC | 68,5  | 9º   |
| 2015     | ART Grand Prix | 10  | 6   | 11  | 18  | Rit | 19  | 4   | 3   | Rit | 19  | 8   | 1   | Rit | 15  | Rit | 15  | 10  | 7   | 2   | Rit | 11  | C   | 68,5  | 9º   |
| 2016     | ART Grand Prix | CAT | CAT | MON | MON | BAK | BAK | RBR | RBR | SIL | SIL | HUN | HUN | HOC | HOC | SPA | SPA | MNZ | MNZ | SEP | SEP | YMC | YMC | 92    | 11º  |
| 2016     | ART Grand Prix | 11  | 8   | 8   | 1   | 6   | Rit |     |     | 6   | 5   | 6   | Rit | 9   | 12  | 11  | 11  | 11  | 6   | Rit | 7   | 2   | 4   | 92    | 11º  |

### Risultati in Formula 2
(legenda) (Le gare in grassetto indicano la pole position) (Le gare in corsivo indicano Gpv)
| Anno | Team             | 1   | 2   | 3   | 4   | 5   | 6   | 7    | 8    | 9    | 10   | 11  | 12  | 13   | 14   | 15  | 16  | 17  | 18  | 19  | 20  | 21   | 22   | 23   | 24   | Punti | Pos. |
| ---- | ---------------- | --- | --- | --- | --- | --- | --- | ---- | ---- | ---- | ---- | --- | --- | ---- | ---- | --- | --- | --- | --- | --- | --- | ---- | ---- | ---- | ---- | ----- | ---- |
| 2017 | ART Grand Prix   | BAH | BAH | CAT | CAT | MON | MON | BAK  | BAK  | RBR  | RBR  | SIL | SIL | HUN  | HUN  | SPA | SPA | MNZ | MNZ | JER | JER | YMC  | YMC  |      |      | 131   | 6º   |
| 2017 | ART Grand Prix   | 8   | 14  | 4   | 1   | 3   | 7   | 12   | 6    | 6    | 14   | 10  | 8   | 5    | 1    | 16  | Rit | 2   | 7   | 18  | 11  | 6    | 4    |      |      | 131   | 6º   |
| 2019 | Rodin Motorsport | BHR | BHR | BAK | BAK | CAT | CAT | MON  | MON  | LEC  | LEC  | RBR | RBR | SIL2 | SIL2 | HUN | HUN | SPA | SPA | MNZ | MNZ | SOC  | SOC  | YMC  | YMC  | 144   | 6º   |
| 2019 | Rodin Motorsport | 9   | 12  | 13  | 12  | 11  | Rit | 2    | 9    | 9    | 9    | 1   | 5   | 9    | 7    | 7   | 2   | C   | C   | 1   | 5   | 6    | Rit  | 2    | 7    | 144   | 6º   |
| 2020 | MP Motorsport    | RBR | RBR | RBR | RBR | HUN | HUN | SIL1 | SIL1 | SIL2 | SIL2 | CAT | CAT | SPA  | SPA  | MNZ | MNZ | MUG | MUG | MNZ | MNZ | SAK1 | SAK1 | SAK2 | SAK2 | 42    | 15º  |
| 2020 | MP Motorsport    | 9   | 6   | 17  | 11  | 12  | 11  | 10   | 7    | 11   | 18   | 1   | 5   | Rit  | NP   | 15  | 11  | 11  | 14  |     |     |      |      |      |      | 42    | 15º  |

† Non ha terminato la gara, ma è stato ugualmente classificato avendo completato il 90% della distanza di gara.
* Stagione in corso.

### Risultati in Super Formula
| Anno | Team                    | 1       | 2      | 3      | 4       | 5       | 6       | 7       | 8      | 9      | 10      | Punti | Pos. |
| ---- | ----------------------- | ------- | ------ | ------ | ------- | ------- | ------- | ------- | ------ | ------ | ------- | ----- | ---- |
| 2018 | Docomo Dandelion Racing | SUZ 12  | AUT C  | SUG 10 | FUJ 9   | MOT 4   | OKA 9   | SUZ 7   |        |        |         | 7     | 11°  |
| 2020 | B-MAX Racing            | MOT     | OKA    | SUG    | AUT 6   | SUZ Rit | SUZ 14  | FUJ 3   |        |        |         | 16    | 15°  |
| 2021 | B-MAX Racing            | FUJ     | SUZ 13 | AUT 3  | SUG 4   | MOT 3   | OKA 6   | SUZ 12  |        |        |         | 33.5  | 8°   |
| 2022 | B-MAX Racing            | FUJ Rit | FUJ 19 | SUZ 1  | AUT 10  | SUG Rit | FUJ Rit | MOT 1   | MOT 11 | SUZ 17 | SUZ Rit | 21    | 13°  |
| 2023 | B-MAX Racing            | FUJ 13  | FUJ 12 | SUZ 12 | AUT Rit | SUG Rit | FUJ 13  | MOT Rit | SUZ 13 | SUZ 7  |         | 4     | 19°  |
| 2024 | TGM Grand Prix          | SUZ 8   | AUT 16 | SUG    | FUJ     | MOT     | FUJ     | FUJ     | SUZ    | SUZ    |         | 3*    |      |

* Stagione in corso.